# Доня Летина
Доня Летина (хорв. Donja Letina) — населений пункт у Хорватії, у Сисацько-Мославинській жупанії у складі громади Суня.

## Населення
Населення за даними перепису 2011 року становило 30 осіб.
Динаміка чисельності населення поселення:

## Клімат
Середня річна температура становить 11,27 °C, середня максимальна – 25,52 °C, а середня мінімальна – -5,42 °C. Середня річна кількість опадів – 914 мм.
| Клімат поселення                              | Клімат поселення | Клімат поселення | Клімат поселення | Клімат поселення | Клімат поселення | Клімат поселення | Клімат поселення | Клімат поселення | Клімат поселення | Клімат поселення | Клімат поселення | Клімат поселення | Клімат поселення |
| Показник                                      | Січ.             | Лют.             | Бер.             | Квіт.            | Трав.            | Черв.            | Лип.             | Серп.            | Вер.             | Жовт.            | Лист.            | Груд.            |                  |
| Середній максимум, °C                         | 6,90             | 9,03             | 13,33            | 17,69            | 22,61            | 25,52            | 24,62            | 23,88            | 20,27            | 15,38            | 9,78             | 5,80             |                  |
| Середня температура, °C                       | 0,75             | 2,86             | 7,18             | 11,52            | 16,47            | 19,37            | 20,84            | 20,10            | 16,49            | 11,58            | 6,02             | 2,02             |                  |
| Середній мінімум, °C                          | −5,42            | −3,3             | 1,02             | 5,38             | 10,30            | 13,20            | 17,08            | 16,34            | 12,73            | 7,82             | 2,25             | −1,74            |                  |
| Норма опадів, мм                              | 57               | 54               | 64               | 76               | 80               | 91               | 82               | 84               | 81               | 84               | 90               | 71               |                  |
| Середньомісячна швидкість вітру, м/с          | 1.75             | 1.99             | 2.39             | 2.23             | 2.09             | 1.90             | 1.86             | 1.70             | 1.70             | 1.71             | 1.80             | 1.80             |                  |
| Середньомісячна сонячна радіація, кДж/м²·день | 4225             | 6987             | 10736            | 15210            | 19564            | 21745            | 22655            | 19800            | 14622            | 8995             | 4746             | 3474             |                  |
| --------------------------------------------- | ---------------- | ---------------- | ---------------- | ---------------- | ---------------- | ---------------- | ---------------- | ---------------- | ---------------- | ---------------- | ---------------- | ---------------- | ---------------- |
| Джерело:                                      |                  |                  |                  |                  |                  |                  |                  |                  |                  |                  |                  |                  |                  |